# Matt Gaetz
Matthew Louis Gaetz II (/ɡeɪts/), ameriški politik in pravnik, * 7. maj 1982, Hollywood, Florida, Združene države Amerike.
Od leta 2017 do svojega odstopa leta 2024 je zastopal 1. okrožje Floride v predstavniškem domu ZDA. Njegovo okrožje je vključevalo območja Escambia, Okaloosa in Santa Rosa, ter dele okrožja Walton  Gaetz je član republikanske stranke in po lastnih besedah libertarni populist. Na splošno velja za pristaša skrajne desničarske politike ter zaveznika Donalda Trumpa.
Kot sin znanega politika iz Floride Dona Gaetza in vnuk politika iz Severne Dakote Jerryja Gaetza bil je Gaetz vzgojen v Fort Walton Beachu na Floridi. Po diplomi na pravni fakulteti William & Mary je bil kratek čas zaposlen v zasebni praksi, potem pa je kandidiral za mesto v parlamentu Floride. Od leta 2010 do 2016 je služil v predstavniškem domu kongresa Floride in bil deležen nacionalne pozornosti, ker se je boril za zakon »ne odstopi niti za milimeter« (stand your ground) zvezne države Floride.  Leta 2016 so ga izvolili v predstavniški dom ameriškega kongresa in ponovno v letih 2018, 2020, 2022 in 2024. Gaetz je bil med svojim mandatom obtožen neprimernega vedenja in kaznivih dejanj, vendar obtožb nikoli niso vložili.
Novoizvoljeni predsednik Donald Trump je 13. novembra 2024 sporočil javnosti, da bo Gaetza predlagal za generalnega državnega tožilca Združenih držav, kar je povzročilo presenečenje, preplah in negativen sprejem nekaterih republikancev v senatu. Gaetz je kmalu po objavi odstopil iz predstavniškega doma. Teden dni kasneje se je Gaetz umaknil z liste kandidatov. Čeprav je že bil ponovno izvoljen v 119. kongres ZDA, je dejal, da se ne namerava ponovno pridružiti kongresu.